# Баттиста, Мириам
Мириам Баттиста (англ. Miriam Battista; 14 июля 1912 — 22 декабря 1980) — американская актриса, наиболее известная своими ролями в качестве детской звезды в немых фильмах. В возрасте четырех лет выступила на Бродвее, в этом же возрасте начала сниматься в фильмах. Самая известная роль была в фильме 1920 года Humoresque, в котором она сыграла маленькую девочку на костылях. Повзрослев, она снималась в итальянских фильмах  1930-х годов и по-прежнему участвовала в бродвейских постановках. Вместе со своим вторым мужем она пела, сочиняла музыку и появлялась на телевизионных ток-шоу.

## Ранняя жизнь и карьера
Мириам Карамелла Джозефин Баттиста родилась в 1912 году в Нью-Йорке, в семье Рафаэля Баттисты и Клеонис «Клара» Руфоло; оба — итальянские иммигранты. Начала выступать в возрасте 4 лет в бродвейской постановке Поцелуй для Золушки, где главную роль играла Мод Адамс, а Баттиста сыграла роль самой молодой среди сирот-беженцев. Далее последовали другие роли на Бродвее: небольшие роли в постановках Daddy Long Legs с Генри Миллером в 1917 году, Кукольный дом с Аллой Назимовой в 1918 году и Папочки с Джинн Иглс в 1919 году.

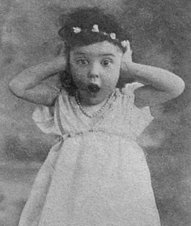
Баттиста в 1916 году

В это же время она начала сниматься в немых фильмах. Появилась, но не была указана в титрах в фильме Блестящая любовь (1916) вместе с Вирджинией Пирсон, после которого Баттиста была сфотографирована, а её краткая биография была опубликована в статье «Маленькие звёзды» киножурнала Moving Picture Stories. Свою первую значимую и упомянутую в титрах роль она получила в фильме режиссера Назимовой 1918 года Око за око. В нём она сыграла дочь арабского шейха, младшую сестру знойной героини самой Назимовой. После этого последовало приглашение от режиссёра Фрэнка Борзейги на роль хромой девочки Минни Гинзберг в фильме Юмореска (1920). Писательница Элинор Глин была настолько впечатлена игрой Баттисты, что написала сценарий для юной звезды, который не был реализован. Она назвала её «величайшей актрисой экрана». Репортёры начали описывать Мириам на два года моложе своего истинного возраста, утверждая, что она родилась в 1914 году.
В декабре 1922 года журнал Motion Picture Magazine посвятил Баттисте свою статью, назвав её «Женщиной мира». В ней журналист Глэдис Холл отметила раннюю женственность Баттисты, предпочтение ею жадеитовых украшений перед куклами и проявляющиеся черты роковой женщины («женщины-вамп»). В 1924 году её фото появилось на обложке британского журнала Picture Show, на которой она сидит верхом на перевёрнутой бочке по соседству с заголовком «Они действительно играют в картинах» и подписью «Мириам Баттиста наслаждается игрой».
После её успеха в Юмореске, Баттиста снялась в девяти немых фильмах, часто в ролях, где ей приходилось плакать на камеру (этот навык ей в дальнейшем пригодился). Для продвижения своих фильмов она выступала на публике, в водевиллях, а также сыграла роль Джульетты в постановке Ромео и Джульетта вместе с другим юным актёром — Чарльзом Итоном. Со смертью матери в 1924 году её карьера была приостановлена.

## Взрослая карьера

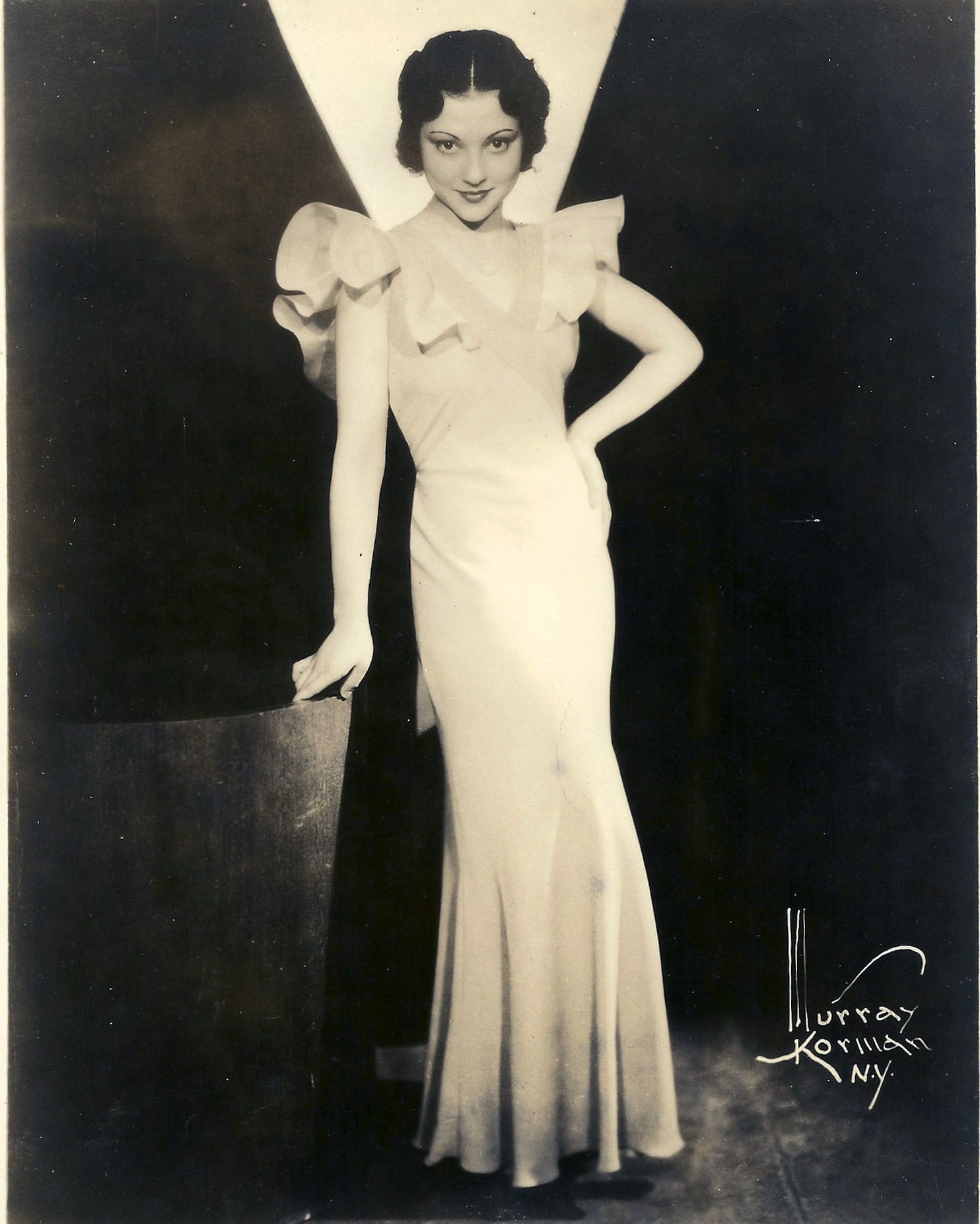
Мириам Баттиста в 1932 году, фото Мюррей Корман

В 1931 году Баттиста снялась в фильмах на итальянском языке, включая Santa Lucia Luntana и Così è la vita. Также она вернулась на бродвейскую сцену, появившись в том же 1931 году спектакле Кодекс чести. Среди прочих выступлений на Бродвее в течение следующего десятилетия она сыграла в мюзикле Зигфилда Hot-Cha! с Бертом Ларом и с Хамфри Богартом, постановке Наша жена, а также имела успех в фильме No More Ladies. В основном Мириам не везло с выбираемыми ею бродвейскими шоу, которых обычно хватало лишь на несколько представлений. Тем не менее она часто принимала участие в летних антрепризах и гастролях известных бродвейских постановок, таких как «Женщина».
В 1934 году Мириам вышла замуж за танцора Пола Пирса. Год спустя они развелись. В 1938 году она завела роман с писателем Расселом Малоуни. Баттиста получила признание в качестве писательницы, когда The New Yorker опубликовал её короткий рассказ «No Sugar Please» в своём номере от 20 апреля 1940 года. В 1945 году от Малоуни у неё родилась дочь Амелия. Баттиста помогла Малоуни перевести на английский язык оперетту Летучая мышь для Филадельфийской оперной труппы (1943). Также они появились вместе на телевизионном ток-шоу The Maloneys, транслировавшегося на DuMont Television Network (1947—1948). Написали текст и сценарий для мюзикла, Сонная лощина (по мотивам рассказа Ирвинга Вашингтона, — «Легенда о Сонной Лощине»). На его производство было потрачено 230 000 долларов, но всего было поставлено только 12 спектаклей (с 3 по 12 июня 1948 года).

## Смерть
Второй муж Баттисты умер в 1948 году. Спустя три месяца она вышла замуж за своего друга и радиоведущего Ллойда Розамонда. В 1960 году она вместе с ним и дочерью переехала в Лос-Анджелес, Калифорния, где он умер в 1964 году. Сама Мириам Баттиста вернулась в Нью-Йорк, где умерла в больнице Jewish Memorial Hospital в Манхэттене от эмфиземы 22 декабря 1980 года в возрасте 68 лет.

## Выступления

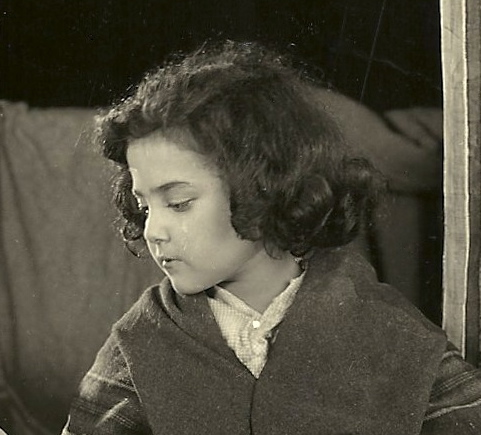
Мириам Баттиста в роли Минни Гинсберг в Юмореске, 1920 год.

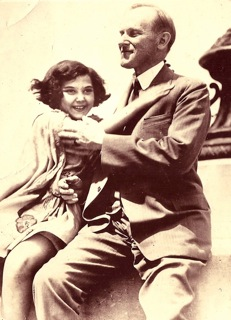
С президентом Калвином Кулиджом, 1923 год

- 1916 — Поцелуй для Золушки[19] (постановка)
- 1916 — Блестящая любовь (фильм)
- 1917 — Daddy Long Legs (фильм)
- 1918 — Кукольный дом (постановка)
- 1918 — Свобода (постановка)[12]
- 1918 — Око за око[англ.] (фильм)[6]
- 1919 — Папочки (постановка)
- 1919 — Папа (постановка)
- 1919 — Красный рассвет (постановка)
- 1920 — Юмореска (фильм)
- 1921 — Служебная дверь[англ.] (фильм)
- 1922 — Хороший проводник[англ.] (фильм)
- 1922 — The Blonde Vampire (фильм)
- 1922 — Boomerang Bill[англ.] (фильм)
- 1922 — Проклятие напитка (фильм)
- 1922 — Человек, который играл Бога (фильм)[7]
- 1922 — Smilin' Through (фильм)
- 1923 — The Custard Cup (фильм)
- 1923 — Упрямое сердце[англ.] (фильм)
- 1924 — Ромео и Джульетта (постановка)
- 1931 — Santa Lucia Luntana[англ.] (фильм)
- 1931 — Così è la vita (фильм)
- 1931 — Кодекс чести (постановка)
- 1932 — Hot-Cha! (постановка)
- 1933 — Saint Wench (постановка)
- 1933 — Наша жена (постановка)
- 1933 — Нежелательная леди (постановка)
- 1934 — Нет больше женщин[англ.] (постановка)
- 1934 — Просвятите свою дочь (фильм)
- 1934 — Fools Rush In (постановка)
- 1935 — Tapestry in Gray (постановка)
- 1936 — Летние жёны (постановка)
- 1936 — Прелюдия к изгнанию (постановка)
- 1939 — Они знали, что хотят (постановка)
- 1948 — Сонная пустота (указана как драматург и либбретист)[16]
- 1947—1948 — The Maloneys (телевидение)